# Elecciones federales de Australia de 1903
La elección federal australiana de 1903 fue llevada a cabo el 16 de diciembre para elegir a miembros de la Cámara de Representantes de Australia del 2º Parlamento de Australia. Como resultado de las elecciones, el Partido Proteccionista, liderado por Alfred Deakin obtuvo una mayoría relativa en la Cámara de Representantes. Deakin fue reelegido Primer Ministro de Australia gracias al apoyo del Partido Laborista, derrotando al Partido Antisocialista encabezado por George Reid..